# Synagelides cavaleriei
Synagelides cavaleriei är en spindelart som först beskrevs av Schenkel 1963.  Synagelides cavaleriei ingår i släktet Synagelides och familjen hoppspindlar. Inga underarter finns listade i Catalogue of Life.